# Moena
Moena (ladinska: Moéna, tyska: Mön eller Moyen)  är en kommun i Trentoprovinsen i Trentino-Alto Adige i Italien. I kommunen, som ligger i Fassadalen,  uppgav 2001 1 967 av 2 602 invånare (75,6%) att ladinska var deras modersmål.

### Fotnoter
1. ↑  ”Territorial features, Total area (Engelska)”. Istituto Nazionale di Statistica. 2019. http://dati.istat.it/. Läst 16 december 2019.
2. ↑  ”Statistiche demografiche ISTAT”. demo.istat.it. 2018. Arkiverad från originalet den 14 januari 2018. https://web.archive.org/web/20180114115045/http://demo.istat.it/bilmens2018gen/index.html. Läst 16 december 2019.
3. ↑  ”Tav. I.5 - Appartenenza alla popolazione di lingua ladina, mochena e cimbra, per comune di area di residenza (Censimento 2001)” (på italienska). Annuario Statistico 2006. Autonomous Province of Trento. 2007. http://www.minoranzelinguistiche.provincia.tn.it/binary/pat_minoranze/minoranze/ladini_mocheni_cimbri_pop_2001_x_comune_e_residenza.1205943234.pdf. Läst 12 maj 2011.